# Ward Churchill

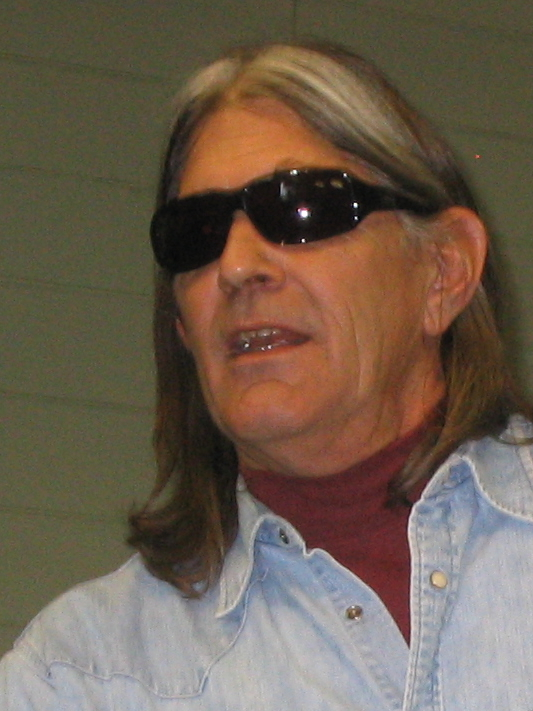
Ward Churchill

Ward Churchill (ur. 2 października 1947) amerykański pisarz, weteran z Wietnamu i działacz polityczny.
Były profesor na uniwersytecie University of Colorado at Boulder, specjalizujący się w studiach nad kulturową tożsamością USA i wspólnotą Indiańską. Usunięty z uniwersytetu i pozbawiony tytułu naukowego za udowodnione nierzetelne prowadzenie badań naukowych.